# X字高
在西文字体排印学中，x字高，（英語：x-height或corpus size）是指字母的基本高度，精确地说，就是基线（英語：baseline）和主线之间的距离。特别的，它指称一个字体中小写字母x的高度（这也是这个词的语源），而实际上这也和字母a、c、e、m、n、o、r、s、u、v、w和z的高度是一样的。尽管如此，在现代字体设计领域里，x字高代表了一个字体的设计因素，因此在一些场合，字母x本身并不完全等于x字高。
在西文中，除了上文提到的字母以外，其他小写字母的字高都要比x字高要大，并分为两类，一种是含有降部的字母，字母的笔画向下超过了基线，比如字母y、g、q和p；另一类是含有升部的字母，字母笔画含有向上部分，如l、k、b和d。x字高和字母主字高（英語：body height）的比例是考察一个字体设计的重要因素。
在西文的具体字体以及排版术语中，x字高通常被称为一个ex，这和把大写字母M的宽度称为一个em的习惯类似。